# Farabundo Martí
Agustín Farabundo Martí Rodríguez (5. května 1893 Teotepeque – 1. února 1932 San Salvador) byl salvadorský komunistický aktivista a organizátor povstání drobných rolníků v lednu 1932.
Narodil se v rodině statkáře v departementu La Libertad, absolvoval salesiánskou kolej a studoval práva na Salvadorské univerzitě. Školu nedokončil, protože se v roce 1920 zúčastnil protivládní demonstrace, byl zatčen a vypovězen ze země. V guatemalském exilu spoluzaložil roku 1925 Komunistickou stranu Střední Ameriky, angažoval se také v organizaci Mezinárodní rudá pomoc, podporující rodiny vězněných nebo zabitých komunistů, v roce 1928 se zúčastnil povstání v Nikaragui, které vedl Augusto César Sandino. Po návratu do vlasti stál roku 1930 u zrodu Komunistické strany Salvadoru. Velká hospodářská krize vážně poškodila ekonomiku Salvadoru, založenou na exportu kávy, a v zemi rostlo sociální napětí. V lednu 1932 se konaly komunální volby, v nichž komunisté dosáhli značných úspěchů. Prezident země, generál Maximiliano Hernández Martínez, který zavedl vojenskou diktaturu, odmítl výsledky uznat a komunisté začali připravovat ozbrojené povstání. 19. ledna 1932 byli v San Salvadoru zatčeni Martí a jeho nejbližší spolupracovníci, studenti Mario Zapata a Alfonso Luna. Na západě země vypukly 22. ledna rozsáhlé nepokoje, ale vzhledem k nepřítomnosti vůdců byla tato vzpoura armádou rychle potlačena. Následovala vlna brutálních represí známá jako La Matanza (Krveprolití), při níž bylo pro podezření z účasti na povstání zabito nejméně deset tisíc venkovanů, převážně indiánského původu. Martí s Lunou a Zapatou byli zastřeleni ve věznici v San Salvadoru 1. února 1932.
Pojmenovala se podle něj Národní osvobozenecká fronta Farabunda Martího, která byla založena roku 1980 jako protivládní guerilla a po skončení občanské války se transformovala v legální politickou stranu.